# Rafael Gordillo
Rafael Gordillo Vázquez (Almendralejo, Extremadura; 24 de febrero de 1957) es un exfutbolista español que jugaba como lateral izquierdo. Jugador histórico del Real Betis Balompié y del Real Madrid Club de Fútbol, fue internacional con España en 75 ocasiones.
Con el club verdiblanco, del que llegó a ser presidente, es el cuarto jugador con más partidos disputados tras Joaquín Sánchez, José Ramón Esnaola y Julio Cardeñosa, mientras que como madridista es uno de los cincuenta jugadores con al menos 250 presencias. Es el único jugador español (con la excepción de Alfredo Di Stéfano) en la lista de los 30 mejores jugadores del siglo XX de France Football elegidos por ganadores previos del Balón de Oro, premio otorgado por dicha revista.

## Trayectoria como futbolista

### Real Betis
Nació en la localidad pacense de Almendralejo, pues su padre, futbolista, jugaba en el equipo de la localidad. A los pocos días, se trasladó con su familia a Sevilla, de donde eran originarios. Se formó en las categorías de cantera del Real Betis desde 1972 y debutó con el primer equipo el 30 de enero de 1977 contra el Burgos.  En su palmarés luce la Copa del Rey de 1977, que sin embargo no disputó al haber jugado ya una eliminatoria previa con el filial bético. Permaneció 9 temporadas en el primer equipo verdiblanco (76-77 a 84-85) en las que jugó 237 encuentros de liga y marcó 18 goles. Por su destacada actuación, fue nombrado mejor jugador español de la liga 79/80 por la revista deportiva Don Balón. En ese periodo el Betis se clasificó 5 temporadas entre los 6 primeros de la liga.
En 1978 debutó con la selección española en el estadio de El Molinón, frente a la selección de Noruega. Desarrolló la mayoría de su carrera en la selección jugando en el Betis, consiguiendo el récord de más partidos consecutivos jugados, vigente hasta el día de hoy.

### Real Madrid
En la temporada 85-86 fue traspasado al Real Madrid por 150 millones de pesetas (900.000 €, aproximadamente), convirtiéndose en uno de los grandes fichajes del momento. Con la camiseta blanca jugó un total de 182 partidos de liga marcando 20 goles y ganando 10 títulos. En la final de copa de 1989 marcó el único gol del partido que daba el título al equipo madrileño cuando este se enfrentaba al Valladolid. Fue una de las figuras destacadas de aquel Madrid de «La Quinta del Buitre» junto a Butragueño, Manolo Sanchís, Míchel, Martín Vázquez, Hugo Sánchez, Camacho, Paco Buyo, Fernando Hierro, Schuster y otros grandes jugadores.

### Vuelta al Real Betis
En el verano de 1992 regresó al Real Betis, que se encontraba en Segunda División, contribuyendo al ascenso en la temporada 1993-94 y al tercer puesto en Primera División en la 1994-95, clasificando al equipo para la copa de UEFA. En 1995, abandona el Betis, siendo el segundo jugador que más partidos de liga ha disputado en el Real Betis. En 1995 fichó por el Écija que militaba en segunda A, donde contribuyó a mantenerlo, aunque en la siguiente temporada terminara descendiendo; decidiendo entonces colgar las botas.
Fue nominado varias veces al Balón de oro, alcanzando el undécimo puesto de este trofeo en el año 1985. Ruud Gullit, Balón de Oro en 1987, afirmó en declaraciones a los periodistas después de haber ganado el balón de oro: "Agradezco este premio, pero no es justo. Yo se lo hubiera dado a Gordillo. Es el mejor jugador que pisa ahora los campos". Asimismo, junto a Alfredo Di Stéfano, son los únicos españoles que figuran en la lista de los 30 mejores jugadores del siglo XX de France Football elegidos por ganadores previos del Balón de Oro.
Han pasado a la historia sus galopadas por la banda con las medias bajadas. En el barrio donde residía en Sevilla, Polígono de San Pablo, se le dio el apodo de "El Vendaval del Polígono".

## Tras su retirada

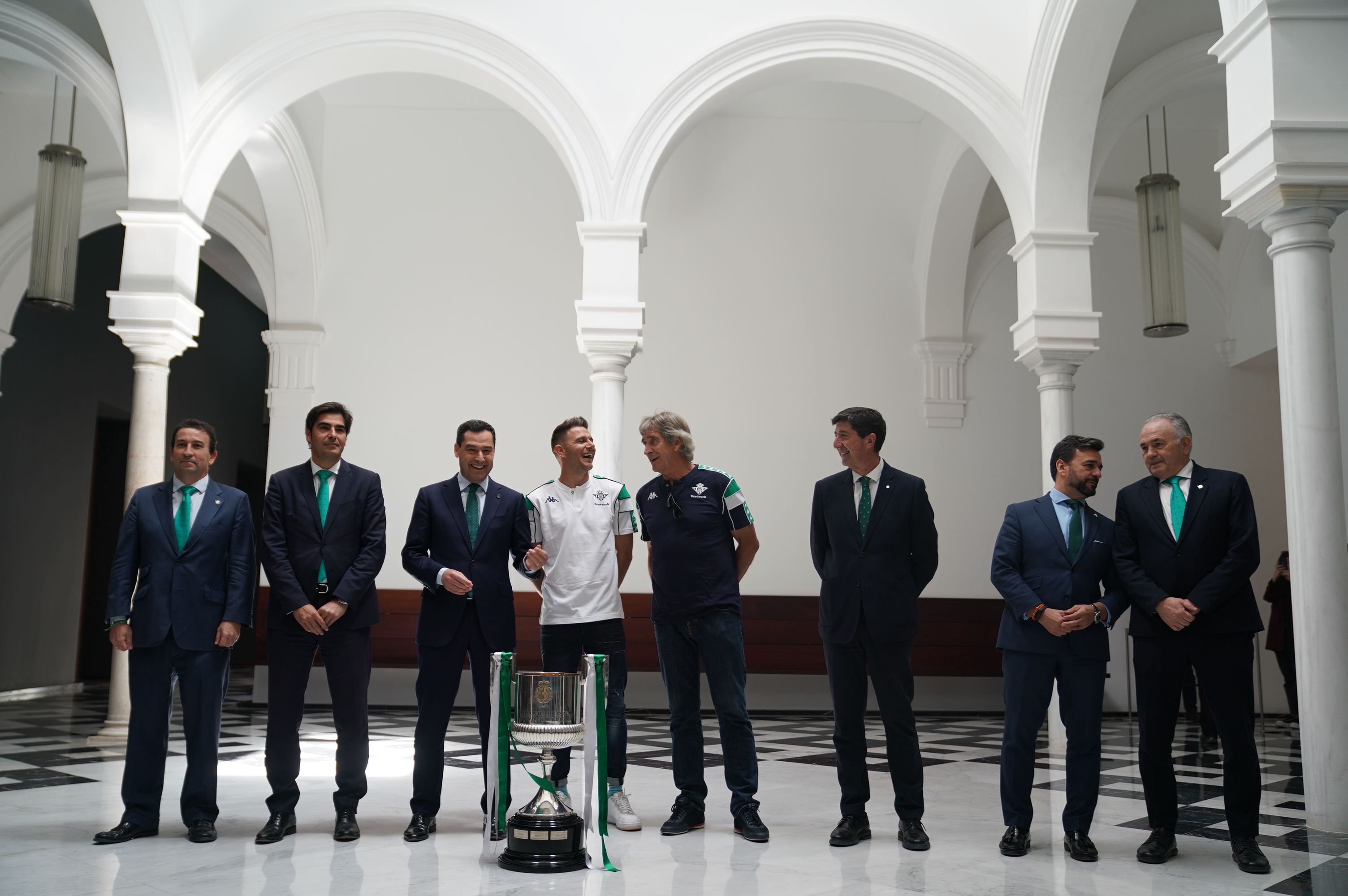
Rafael Gordillo en la recepción en el palacio de San Telmo por la consecución de la Copa del Rey en 2022.

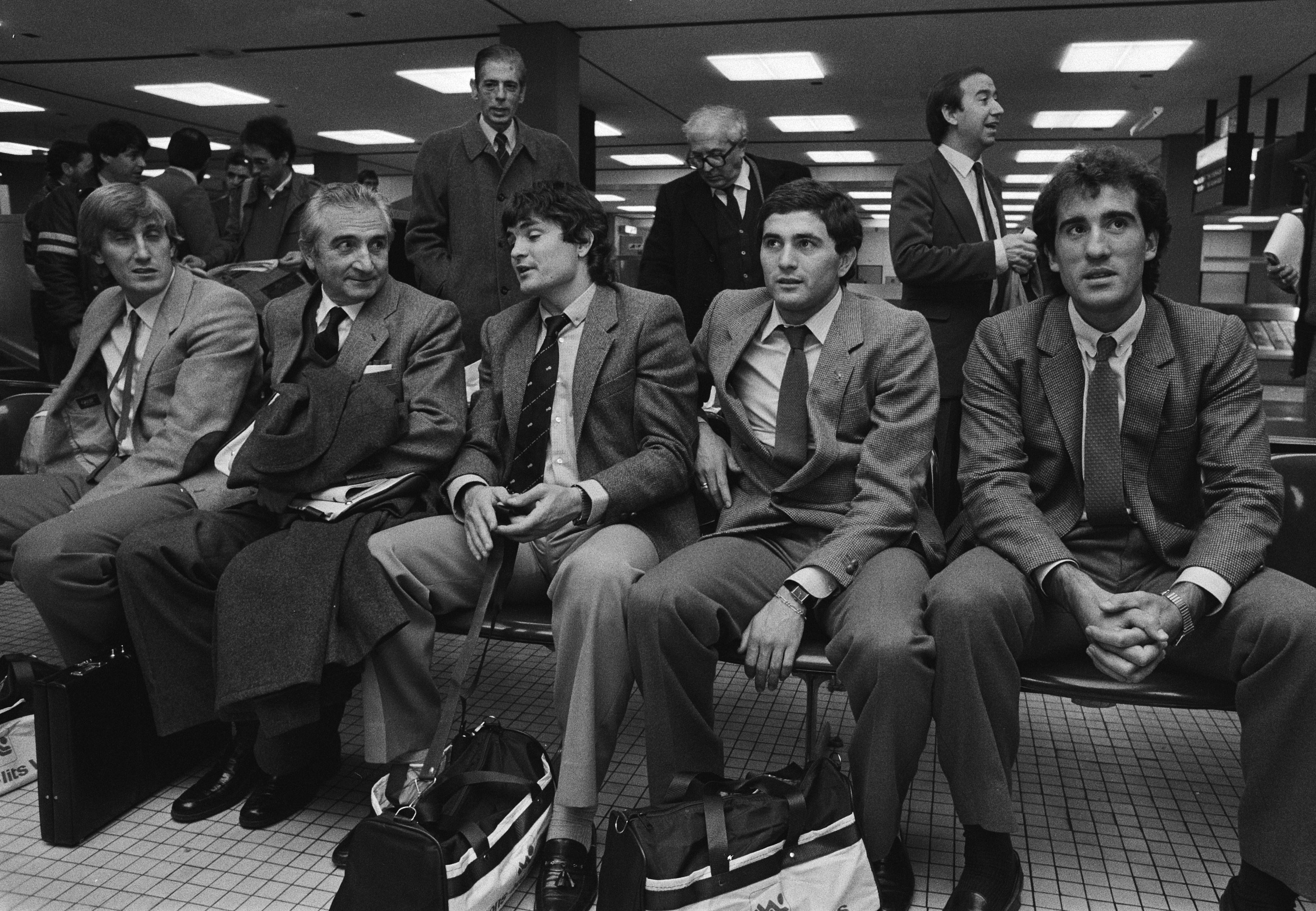
Rafael Gordillo, en 1983, junto a sus compañeros de la selección española Maceda, Camacho, Goikoetxea y el seleccionador Miguel Muñoz.

Tras su retirada del futbolista. En 2001, formó parte de la secretaría técnica del Real Betis, desempeñando las funciones de delegado del primer equipo.
En 2006, ejerció como director deportivo del Écija.
En agosto de 2010, fue designado administrador por mandato judicial, de las acciones que formaban el paquete mayoritario del Real Betis, en el curso de las investigaciones de las presuntas irregularidades cometidas por el expresidente Manuel Ruiz de Lopera. El 13 de diciembre de 2010 fue elegido en junta extraordinaria de accionistas, presidente del Real Betis Balompié en representación del paquete de acciones intervenido judicialmente. En junio de 2011 abandonó el cargo siendo sustituido por Miguel Guillén. convirtiéndose en marzo de 2012 en el primer presidente de la Fundación Real Betis.
En octubre de 2022, continúa como presidente de la Fundación RBB y director de relaciones institucionales del Real Betis Balompié.

## Estadísticas

### Clubes
Actualizado a fin de carrera deportiva. Resaltadas temporadas en calidad de cesión.
| Club                       | Temporada     | Div.          | Liga  | Liga  | Copas | Copas | Internacional | Internacional | Total | Total | Media goleadora |
| Club                       | Temporada     | Div.          | Part. | Goles | Part. | Goles | Part.         | Goles         | Part. | Goles | Media goleadora |
| -------------------------- | ------------- | ------------- | ----- | ----- | ----- | ----- | ------------- | ------------- | ----- | ----- | --------------- |
| Betis Deportivo · España   | 1976-77       | 3.ª           | ?     | ?     | 2     | 1     | —             | —             | 2     | 1     | 0.50            |
| Real Betis · España        | 1976-77       | 1.ª           | 13    | 1     | —     | —     | —             | —             | 13    | 1     | 0.08            |
| Real Betis · España        | 1977-78       | 1.ª           | 30    | 5     | 4     | —     | 5             | —             | 39    | 5     | 0.13            |
| Real Betis · España        | 1978-79       | 2.ª           | 38    | 5     | 4     | —     | —             | —             | 42    | 5     | 0.12            |
| Real Betis · España        | 1979-80       | 1.ª           | 34    | 4     | 9     | —     | —             | —             | 43    | 4     | 0.09            |
| Real Betis · España        | 1980-81       | 1.ª           | 34    | 3     | 3     | —     | —             | —             | 37    | 3     | 0.08            |
| Real Betis · España        | 1981-82       | 1.ª           | 33    | 5     | 6     | 1     | —             | —             | 39    | 6     | 0.15            |
| Real Betis · España        | 1982-83       | 1.ª           | 30    | —     | 7     | —     | 2             | —             | 39    | 0     | 0               |
| Real Betis · España        | 1983-84       | 1.ª           | 34    | —     | 5     | 1     | —             | —             | 39    | 1     | 0.03            |
| Real Betis · España        | 1984-85       | 1.ª           | 29    | —     | 8     | 3     | 2             | —             | 39    | 3     | 0.08            |
| Real Madrid C. F. · España | 1985-86       | 1.ª           | 22    | 1     | 2     | —     | 9             | 4             | 33    | 5     | 0.15            |
| Real Madrid C. F. · España | 1986-87       | 1.ª           | 36    | 5     | 6     | 2     | 8             | —             | 50    | 7     | 0.14            |
| Real Madrid C. F. · España | 1987-88       | 1.ª           | 35    | 6     | 3     | —     | 8             | —             | 46    | 6     | 0.13            |
| Real Madrid C. F. · España | 1988-89       | 1.ª           | 34    | 6     | 9     | 1     | 8             | —             | 51    | 7     | 0.14            |
| Real Madrid C. F. · España | 1989-90       | 1.ª           | 33    | —     | 5     | —     | 3             | —             | 41    | 0     | 0               |
| Real Madrid C. F. · España | 1990-91       | 1.ª           | 12    | 2     | 2     | —     | 2             | —             | 16    | 2     | 0.13            |
| Real Madrid C. F. · España | 1991-92       | 1.ª           | 10    | —     | —     | —     | 7             | —             | 17    | 0     | 0               |
| Real Madrid C. F. · España | Total club    | Total club    | 182   | 20    | 27    | 3     | 45            | 4             | 254   | 27    | 0.11            |
| Real Betis · España        | 1992-93       | 2.ª           | 34    | 5     | 4     | 2     | —             | —             | 38    | 7     | 0.18            |
| Real Betis · España        | 1993-94       | 2.ª           | 25    | 3     | 6     | 1     | —             | —             | 31    | 4     | 0.13            |
| Real Betis · España        | 1994-95       | 1.ª           | 9     | —     | 3     | 2     | —             | —             | 12    | 2     | 0.17            |
| Real Betis · España        | Total club    | Total club    | 343   | 31    | 59    | 10    | 9             | 0             | 411   | 41    | 0.10            |
| Écija Balompié · España    | 1995-96       | 2.ª           | 18    | 1     | 2     | —     | —             | —             | 20    | 1     | 0.05            |
| Total carrera              | Total carrera | Total carrera | 543+  | 52+   | 90    | 14    | 54            | 4             | 687+  | 70+   | 0.10            |
| 1. 2. 3.                   |               |               |       |       |       |       |               |               |       |       |                 |

## Selección nacional
Debutó el 29 de marzo de 1978 contra Noruega, siendo seleccionador Ladislao Kubala. Fue internacional con la Selección Española de Fútbol en 75 ocasiones, disputó los mundiales de 1982 y 1986 y las Eurocopas de 1980, 1984, en la que fue subcampeón y 1988.
Rafael Gordillo tiene el récord de partidos seguidos de un jugador de campo con la selección española (51).

## Palmarés

### Como jugador

#### Títulos nacionales
| Títulos nacionales | Club              | País   | Año  |
| ------------------ | ----------------- | ------ | ---- |
| Campeonato de Liga | Real Madrid C. F. | España | 1986 |
| Campeonato de Liga | Real Madrid C. F. | España | 1987 |
| Campeonato de Liga | Real Madrid C. F. | España | 1988 |
| Supercopa          | Real Madrid C. F. | España | 1988 |
| Campeonato de Liga | Real Madrid C. F. | España | 1989 |
| Copa del Rey       | Real Madrid C. F. | España | 1989 |
| Supercopa          | Real Madrid C. F. | España | 1989 |
| Campeonato de Liga | Real Madrid C. F. | España | 1990 |
| Supercopa          | Real Madrid C. F. | España | 1990 |

#### Títulos internacionales
| Títulos internacionales | Club        | Sede   | Año  |
| ----------------------- | ----------- | ------ | ---- |
| Copa de la UEFA         | Real Madrid | Berlín | 1986 |

#### Otros logros
| Títulos nacionales            | Club                | País   | Año     |
| ----------------------------- | ------------------- | ------ | ------- |
| Ascenso a la Primera División | Real Betis Balompié | España | 1978-79 |
| Ascenso a la Primera División | Real Betis Balompié | España | 1993-94 |

## Galardones
- Medalla de Andalucía en 1991.
- Mejor jugador de la Liga española de fútbol para la revista Don Balón, año 1979-80.
- Undécimo mejor jugador del mundo en la clasificación del Balón de Oro (1985)
- Medalla de Oro de la Real Orden del Mérito Deportivo, otorgada por el Consejo Superior de Deportes (1994)
- El 13 de junio de 2019 se inauguró una glorieta con su nombre en Sevilla. El exjugador comentó tras la aprobación por el Ayuntamiento: “Estoy contentísimo. Es un orgullo que pongan una glorieta a mi nombre y a la vera de donde viví y me he criado, cuando nos mudamos desde la Puerta Osario al Polígono de San Pablo. Muchas gracias a las personas que lo han propuesto y al Ayuntamiento de Sevilla. Para mí es un orgullo ser poligonero”.[14]

| Predecesor: Jaime Rodríguez-Sacristán Cascajo | Presidente del Real Betis Balompié 2010-2011 | Sucesor: Miguel Guillén Vallejo |